# أسينوس
أسينوس وهي مشتقة من اليونانية القديمة «أكينوس ἀκίνινος وتعني الريحان البري» أو القلمنت (الاسم العلمي: Acinos)، جنس نباتات حولية دائمة الخضرة من فصيلة الشفوية. موطنها جنوب أوروبا وغرب آسيا.